# Symphurus novemfasciatus
 Symphurus novemfasciatus és un peix teleosti de la família dels cinoglòssids i de l'ordre dels pleuronectiformes que viu a la costa de Taiwan.